# Epidendrum pseudocardioepichilum
Epidendrum pseudocardioepichilum là một loài thực vật có hoa trong họ Lan. Loài này được Becerra & Hágsater mô tả khoa học đầu tiên năm 2008.